# Saint-Just - Hôtel du Département
Saint-Just - Hôtel du Département è una stazione della linea 1 della metropolitana di Marsiglia. È situata sotto avenue de Saint-Just, nel IV arrondissement di Marsiglia.

## Storia
La stazione è stata aperta al traffico il 26 novembre 1977 con l'attivazione del primo troncone della linea 1. Originariamente era chiamata Saint-Just, assunse la denominazione attuale dopo la costruzione, nel 1994, del soprastante Hôtel du département des Bouches-du-Rhône, sede del consiglio dipartimentale delle Bocche del Rodano.

## Interscambi
Nelle vicinanze della stazione effettuano fermata diverse linee di autobus urbani ed interurbani.
- Fermata autobus